# 恐怖の体重計
『恐怖の体重計』（きょうふのたいじゅうけい）は、フジテレビ系列局（一部を除く）で放送されていたフジテレビ制作の生活情報バラエティ番組である。制作局のフジテレビでは1995年10月20日から1996年2月23日まで、毎週金曜 19:00 - 19:30 （日本標準時）に放送。

## 概要
100人の女性が100通りの方法でダイエットに挑戦する模様を放送。司会は有賀さつき、国生さゆり、森口博子の3人が務めていた。
フジテレビの金曜19:00枠はローカルセールス枠であったため、別の時間帯での遅れネットを行う局もあった。直後の金曜19:30枠では、この番組と同じ日にスタートした『生さんま みんなでイイ気持ち!』が放送されていた。

## 参考資料
- 朝日新聞縮刷版[出典無効]

| フジテレビ 金曜19:00枠                          | フジテレビ 金曜19:00枠                          | フジテレビ 金曜19:00枠                                                         |
| 前番組                                          | 番組名                                          | 次番組                                                                         |
| ----------------------------------------------- | ----------------------------------------------- | ------------------------------------------------------------------------------ |
| ケンカの花道 （1994年10月21日 - 1995年9月15日） | 恐怖の体重計 （1995年10月20日 - 1996年2月23日） | 金曜超テレビ宣言! （1996年3月1日 - 1996年3月22日） ※19:00 - 20:54 【30分拡大】 |